# 永安街道 (咸宁市)
永安街道，是中华人民共和国湖北省咸寧市咸安区下辖的一个乡镇级行政单位。

## 行政区划
永安街道下辖以下地区：
西大街社区、环城路社区、南大街社区、桥头社区、二级站社区、东门社区、北正街社区、同心路社区、文笔路社区、咸宝路社区、东门村、西河村和环城村。